# Ternstroemia acuminata
Ternstroemia acuminata är en tvåhjärtbladig växtart som beskrevs av William Jack. Ternstroemia acuminata ingår i släktet Ternstroemia och familjen Pentaphylacaceae. Inga underarter finns listade i Catalogue of Life.